# Borrebeek
De Borrebeek (Frans: Borre Becque) is een riviertje in de Westhoek in het Franse Noorderdepartement.
De beek ontspringt tussen Lynde en Wallon-Cappel en stroomt in oostelijke richting ten noorden van Hazebroek om vervolgens tussen Hazebroek en Borre af te buigen naar het zuiden. Vervolgens heet het beekje in het Frans de Bourre, die dan overgaat in het Canal de la Bourre dat bij Merville in de Leie uitmondt.
De beek is 19 km lang en heeft een gering verval (van 17 naar 15 meter).